# Trochalus ferranti
Trochalus ferranti är en skalbaggsart som beskrevs av Moser 1917. Trochalus ferranti ingår i släktet Trochalus och familjen Melolonthidae. Inga underarter finns listade i Catalogue of Life.